# Капуцинеркирхе
Капуцинеркирхе или „Света Богородица на Ангелите“ (на немски: Kapuzinerkirche, официално: Kirche zur Heiligen Maria von den Engeln) е наименованието на църквата и на манастира на Ордена на капуцините във Виена, район Инерещат, в близост до двореца Хофбург, на Нойер Маркт плац № 1.
Църквата е известна със своя императорската гробница Капуцинергруфт, в която са погребани императорите от династията Хабсбурги и членове на техните семейства. 138 души са погребани в криптата, в това число 12 императори и 17 императрици.
Строителството на храма започва през 1622 г., църквата е осветена през 1632 г. Порталът, пристроен през 1760 г. е реконструиран по исторически изображения през 1934 – 1936 и украсен със стенописи от Ханс Фишер. Мраморният олтар е дело на Петер Щрудел (1660 – 1714).
В манастира днес живеят и работят 13 монаси-капуцини.